# Cédric Gerbehaye
Cédric Gerbehaye (* 1977, Brusel) je belgický dokumentární fotograf a zakládající člen agentury MAPS.  Je autorem knih Congo in Limbo, Land of Cush, Sète#13 a D'entre eux.

## Kariéra
Gerbehaye, vystudovaný jako novinář, se poprvé věnoval fotografii během cest do Indonésie. Ve své diplomové práci v roce 2002 se zabýval izraelsko-palestinským konfliktem ve světle neúčinnosti dohod z Osla. Po ukončení studií referoval o situaci v Hebronu a Gaze a o ekonomické krizi v Izraeli. Zabýval se také kurdskou otázkou v Turecku a Iráku. Od roku 2007 informuje o konfliktech mezi milicemi a národní armádou ve východním Kongu.
Jeho práci v Kongu umožnila humanitární organizace Aviation sans frontières, která ho přepravovala do povstaleckých zón a táborů v provinciích Ituri a Severní Kivu, kde mohl fotografovat dospělé a děti zapojené do obou stran konfliktu. S Lékaři bez hranic také cestoval do odlehlých oblastí, kde informoval spíše o obětech než o násilí. "Nevyhledávám boj," vysvětlil. "Mám zájem pokusit se vyprávět příběh lidí." S touhou odhalit neohlášené katastrofy si o sobě myslí, že je „ustaraný fotograf“. "Pokud existuje jen nepatrná možnost, že to bude mít dopad, je mou povinností to udělat, aby lidé nemohli říci: 'Nevěděli jsme, neměli jsme tušení.'"

## Ocenění
- 2006: Prix Photographie Ouverte (Musée de la photographie de Charleroi, dvě ocenění)[8]
- 2007: Bayeux-Calvados Awards pro válečné zpravodaje za Summer Rains[8]
- 2008: World Press Photo za Kongo v Limbu[8][9]
- 2008: Cena Oliviera Rebbota (Overseas Press Club of America), za Kongo v Limbu[8][9]
- 2008: Amnesty International Media Award za Kongo v Limbu[8][9]